# Gaston Rivero
Gaston Rivero (* 6. Februar 1978 in Montevideo, Uruguay) ist ein uruguayisch-US-amerikanischer Opernsänger im Stimmfach Spinto-Tenor, der international in dramatischen Hauptrollen italienischer und französischer Opern singt.

## Leben und Wirken
Rivero wurde in Montevideo, Uruguay geboren und wuchs in Buenos Aires, Argentinien in einer musikalischen Familie auf. Sein Großvater Ramón Olivera war Violinist, sein Vater Carlos Rivero war Tenor am Teatro Colón. Rivero begann seine musikalische Ausbildung mit 14 Jahren. Er erhielt Gesangsunterricht am Conservatorio Nacional Superior de Música. Nach erfolglosen Bewerbungen am Teatro Colón zog Rivero im Alter von 23 Jahren nach New York City, um mithilfe von Stipendien und Preisen in Wettbewerben seine Gesangsausbildung fortzusetzen (siehe Auszeichnungen). Der Dirigent Eugene Kohn wurde Riveros Mentor und Förderer.
Ein gewonnener Wettbewerb ermöglicht Rivero bereits im Jahr 2002 sein Liederabenddebüt in der Carnegie Hall. Im darauffolgenden Jahr wurde er als Cover für Rodolfo in Baz Luhrmanns La Bohème on Broadway engagiert. 2004 folgte sein Operndebüt mit dem Opera Orchestra of New York in La Gioconda unter Eve Queler. Sein Europa-Debüt gab Rivero im Jahr 2005 in der Rolle des B.F. Pinkerton in Madama Butterfly am Staatstheater Nürnberg.
Engagements führten ihn in Deutschland unter anderem an das Aalto-Theater in Essen, das Staatstheater Darmstadt, die Oper Leipzig, die Oper Stuttgart und in Berlin an die Deutsche Oper und die Staatsoper Berlin, in Frankreich an die Opéra Bastille, das Grand Théâtre de Bordeaux, in den Niederlanden an das Théâtre Royal de la Monnaie, in Italien an das Teatro Massimo und die Arena von Verona, in Monaco an die Opéra de Monte Carlo; an die Ungarische Staatsoper; in Polen an das Teatr Wielki; in der Schweiz an das Opernhaus Zürich, sowie in Japan an das Neue Nationaltheater Tokyo. Er arbeitete unter anderem mit Daniel Barenboim, Anthony Bramall, Daniel Cohen, Kirsten Harms, Zubin Mehta und dem Israel Philharmonic Orchestra, Gianandrea Noseda, Daniel Oren, Johannes Schaaf, Ulf Schirmer, Philipp Stölzl und Massimo Zanetti.

## Repertoire

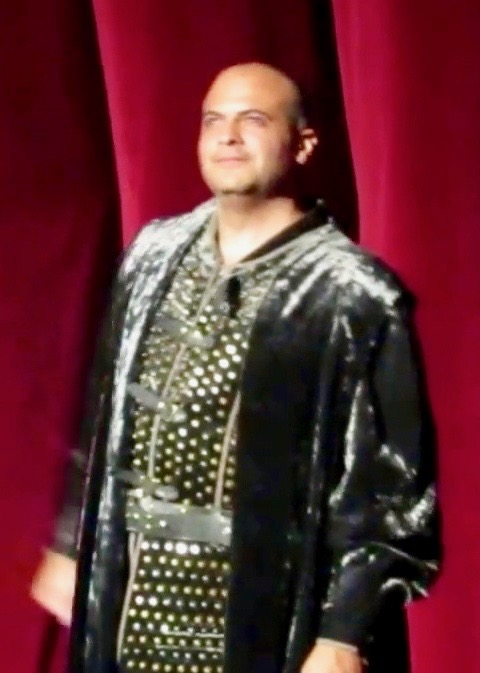
Gaston Rivero als Gabriele Adorno in Simon Boccanegra, Staatsoper Berlin 2016

### Opernrollen
- Bizet: Don Jose in Carmen[5]
- Boito: Faust in Mefistofele
- Delibes: Hadji in Lakmé
- Vittorio Gnecchi: Agamemnone in Cassandra
- Gounod: Titelrolle in Faust
- Gounod: Roméo in Roméo et Juliette
- Mascagni: Turiddu in Cavalleria rusticana
- Italo Montemezzi: Flaminio in L’amore dei tre re
- Amilcare Ponchielli: Primo cantatore in La Gioconda
- Puccini: Rodolfo und Parpignol in La Bohème
- Puccini: Dick Johnson und Trin in La fanciulla del West
- Puccini: B.F. Pinkerton in Madama Butterfly
- Puccini: Des Grieux in Manon Lescaut[6]
- Puccini: Mario Cavaradossi in Tosca
- Puccini: Calaf in Turandot
- Respighi: Cloriviere in Marie Victoire
- Strauss: Ein Sänger in Der Rosenkavalier
- Verdi: Radamès und ein Bote in Aida[7]
- Verdi: Riccardo in Un ballo in maschera
- Verdi: Titelrolle in Don Carlo
- Verdi: Rodolfo in Luisa Miller
- Verdi: Macduff in Macbeth
- Verdi: Ismaele in Nabucco
- Verdi: Titelrolle in Otello
- Verdi: Gabriele Adorno in Simon Boccanegra
- Verdi: Alfredo und Giuseppe in La traviata
- Verdi: Manrico in Il trovatore

Quellen: Operabase

### Konzert
- Verdi: Messa da Requiem[8]
- Mozart: Vesperae solennes de Confessore KV 339[9]
- Gala-Konzert „Gaston and Friends“ (2015)[10]

## Diskografie
- Gaston Rivero Tenor. One Soul Records (Selbstverlag), 2003.[11][2]

## Filmografie
- Vittorio Gnecchi: Cassandra in Cassandra/Elektra (Deutschland 2010; Inszenierung: Kirsten Harms, Regie: Andreas Bolle) Mit Gaston Rivero als Agamennone. Aufgenommen in der Deutschen Oper Berlin.[12]
- Pietro Mascagni: Cavalleria Rusticana in Cavalleria Rusticana/I pagliacci (Uruguay 2011; Inszenierung: Willy Landin) Dirigent: Carlos Vieu; Mit Chiara Angella, Gaston Rivero, Raquel Pierotti, Dario Sanguinetti, Kaycobé Gómez.[12]
- Giuseppe Verdi: Il trovatore (Deutschland 2014, Inszenierung: Philipp Stölzl, Dirigent: Daniel Barenboim); Mit Anna Netrebko, Gaston Rivero, Plácido Domingo, Marina Prudenskaya, Staatskapelle Berlin. Aufgenommen in der Staatsoper im Schiller Theater. Deutsche Grammophon, Unitel Classica.[13]

## Auszeichnungen
- 2000: Wettbewerb der Asociación de Periodistas de la Televisión y Radiofonía Argentina (APTRA) – Bester Tenor[1]
- 2002: Gesangswettbewerb der New Yorker Classical Productions, Ltd. – 1. Preis[1]
- 2003:
  - Ibla Foundation of New York – Vielversprechendster junger Sänger[14]
  - Opera Index Vocal Competition – Gewinner[15]
- 2004:
  - Palm Beach Opera Vocal Competition – 7. Platz[16]
  - Gesangswettbewerb der Joyce Dutka Arts Foundation – 1. Platz[17]
- 2005:
  - Opera Index Vocal Competition – Gewinner[15]
  - BBC Cardiff Singer of the World – Finalist[18]
- 2006:
  - Licia Albanese-Puccini Foundation – Förderpreis[19]
  - Operalia – Finalist[20]
  - The Fritz and Lavinia Jensen Foundation Gesangswettbewerb – 1. Platz[21]
  - Giulio Gari International Vocal Competition – 1. Platz[22]
  - Metropolitan Opera National Audition Eastern Region – 1. Platz[20]
- 2007:
  - Metropolitan Opera National Audition Eastern Region – 1. Platz[20]
  - Concurso Internacional de Canto Montserrat Caballé – 3. Platz[23]
  - Vidda Recital Award des Opera Orchestra of New York[4]
- 2008:
  - George London Foundation Competition – Förderpreis[24]
  - Concours International d'Opéra de Marseille – Finalist[25]
  - Concurs Internacional de Cant Francesc Viñas – Finalist[20]
  - 1. Platz der Gerda Lissner Foundation[26]
  - Opera Foundation – Dixy Drechsler Stipendium[27]
- 2009: Internationaler Hans-Gabor-Belvedere-Gesangswettbewerb – 2. Platz, Sparte Oper[28]